# Fundación Pablo Iglesias
La Fundación Pablo Iglesias és una institució cultural espanyola destinada a divulgar el pensament socialista, creada en 1926 per diferents membres de la Unió General de Treballadors. Està vinculada a aquest sindicat i al PSOE.
La seva creació va coincidir amb el primer aniversari de la mort de Pablo Iglesias, fundador de les organitzacions socialistes espanyoles. Durant la dictadura franquista els seus fons documentals, arxius i altre material es van dispersar, i després del final de la dictadura el 1977 va retornar a Espanya i va anar progressivament recuperant el material. En l'actualitat desenvolupa el seu treball en activitats culturals (conferències i cursos); seminaris internacionals fonamentalment en països de parla hispana; un centre de documentació, on es troben un arxiu amb més de dos milions de documents de la història del PSOE, la UGT i les Joventuts Socialistes d'Espanya i d'altres organitzacions com la Unió Sindical Obrera, Comissions Obreres, Joventuts Socialistes Unificades, Lliga Comunista Revolucionària i de diversos dirigents històrics de l'esquerra espanyola com Indalecio Prieto, Francisco Largo Caballero, Luis Araquistáin, Tomás Meabe i el mateix Pablo Iglesias, entre d'altres; un fons fotogràfic; un fons de cartells històrics, destacant els relacionats amb la Guerra Civil Espanyola; una biblioteca amb més de cinquanta mil volums i una hemeroteca amb més de vuit mil exemplars de premsa periòdica.
Entre les seves iniciatives, destaca el Diccionario biográfico del socialismo español, obra desenvolupada per estudiosos d'aquesta fundació i d'universitats espanyoles. Abasta el període comprès entre la fundació del Partit Socialista Obrer Espanyol, al maig de 1879, i la celebració en 1977 de les primeres eleccions generals democràtiques des de 1936. El projecte va ser engegat en 2006 amb finançament parcial del Ministeri d'Educació i de Ciència i Innovació d'Espanya a través del Pla Nacional R+D+I, amb l'objectiu de recuperar per la història la memòria de les persones que han format part del moviment socialista a Espanya. Compta amb unes 5.820 biografies.
El President de la Fundació el gener de 2007 era Alfonso Guerra González, En març de 2020 Santos Cerdán en substitució de Beatriz Corredor, i en març de 2022, la ex ministra de sanitat María Luisa Carcedo.